# Division II i fotboll 1934/1935
Division II i fotboll 1934/1935, som var upplagan av Division II i fotboll säsongen 1934/1935, bestod av fyra serier innehållande tio lag. Gruppvinnarna i varje serie gick till kvalspel till Allsvenskan.

## Serier

### Norra
| Nr | Lag               | S  | V  | O | F  | GM | IM | MS  | P  |
| -- | ----------------- | -- | -- | - | -- | -- | -- | --- | -- |
| 1  | IK Brage          | 18 | 16 | 0 | 2  | 69 | 27 | +42 | 32 |
| 2  | IFK Västerås      | 18 | 9  | 4 | 5  | 46 | 38 | +8  | 22 |
| 3  | Örebro SK         | 18 | 9  | 3 | 6  | 39 | 29 | +10 | 21 |
| 4  | Hallstahammars SK | 18 | 7  | 6 | 5  | 32 | 30 | +2  | 20 |
| 5  | Ljusne AIK        | 18 | 8  | 1 | 9  | 37 | 32 | +5  | 17 |
| 6  | Surahammars IF    | 18 | 6  | 5 | 7  | 31 | 33 | −2  | 17 |
| 7  | IFK Kumla         | 18 | 6  | 2 | 10 | 35 | 50 | −15 | 14 |
| 8  | Bollnäs GoIF (U)  | 18 | 5  | 4 | 9  | 23 | 47 | −24 | 14 |
| 9  | IF Rune (U)       | 18 | 6  | 1 | 11 | 30 | 44 | −14 | 13 |
| 10 | IFK Grängesberg   | 18 | 3  | 4 | 11 | 26 | 38 | −12 | 10 |

IK Brage gick vidare till kvalspel till Allsvenskan och IF Rune och IFK Grängesberg flyttades ner till division III. De ersattes av Gefle IF från Allsvenskan och från division III kom Fagersta AIK och IFK Örebro.

### Östra
| Nr | Lag                | S  | V  | O | F  | GM | IM | MS  | P  |
| -- | ------------------ | -- | -- | - | -- | -- | -- | --- | -- |
| 1  | IFK Norrköping     | 18 | 12 | 2 | 4  | 68 | 29 | +39 | 26 |
| 2  | Mjölby AIF         | 18 | 9  | 4 | 5  | 34 | 27 | +7  | 22 |
| 3  | Hammarby IF        | 18 | 7  | 7 | 4  | 32 | 25 | +7  | 21 |
| 4  | Djurgårdens IF     | 18 | 7  | 4 | 7  | 30 | 20 | +10 | 18 |
| 5  | BK Derby           | 18 | 7  | 3 | 8  | 27 | 35 | −8  | 17 |
| 6  | Västerviks AIS (U) | 18 | 8  | 1 | 9  | 27 | 44 | −17 | 17 |
| 7  | Sundbybergs IK     | 18 | 6  | 4 | 8  | 36 | 39 | −3  | 16 |
| 8  | Årsta SK (U)       | 18 | 6  | 4 | 8  | 38 | 45 | −7  | 16 |
| 9  | Åtvidabergs FF     | 18 | 6  | 2 | 10 | 31 | 45 | −14 | 14 |
| 10 | Kalmar FF          | 18 | 5  | 3 | 10 | 32 | 46 | −14 | 13 |

IFK Norrköping gick vidare till kvalspel till Allsvenskan och Åtvidabergs FF och Kalmar FF flyttades ner till division III. De ersattes av Värtans IK och Skärblacka IF från division III.

### Västra
| Nr | Lag              | S  | V  | O | F  | GM | IM | MS  | P  |
| -- | ---------------- | -- | -- | - | -- | -- | -- | --- | -- |
| 1  | Gårda BK         | 18 | 14 | 2 | 2  | 39 | 15 | +24 | 30 |
| 2  | Karlskoga IF     | 18 | 11 | 4 | 3  | 53 | 21 | +32 | 26 |
| 3  | Billingsfors IK  | 18 | 9  | 4 | 5  | 33 | 21 | +12 | 22 |
| 4  | Jonsereds IF     | 18 | 9  | 3 | 6  | 38 | 36 | +2  | 21 |
| 5  | Fässbergs IF     | 18 | 9  | 1 | 8  | 27 | 23 | +4  | 19 |
| 6  | Husqvarna IF     | 18 | 6  | 4 | 8  | 30 | 40 | −10 | 16 |
| 7  | Landala IF (U)   | 18 | 6  | 4 | 8  | 24 | 40 | −16 | 16 |
| 8  | Degerfors IF (U) | 18 | 7  | 1 | 10 | 30 | 57 | −27 | 15 |
| 9  | IFK Uddevalla    | 18 | 4  | 2 | 12 | 28 | 42 | −14 | 10 |
| 10 | Slottsbrons IF   | 18 | 2  | 1 | 15 | 19 | 46 | −27 | 5  |

Gårda BK gick vidare till kvalspel till Allsvenskan och IFK Uddevalla och Slottsbrons IF flyttades ner till division III. De ersattes av IFK Kristinehamn och Alingsås IF från division III. Oskarströms IS vann kvalet mot Alingsås IF men de tackade nej till platsen på grund av ekonomiska orsaker.

### Södra
| Nr | Lag               | S  | V  | O | F  | GM | IM | MS  | P  |
| -- | ----------------- | -- | -- | - | -- | -- | -- | --- | -- |
| 1  | Malmö FF (N)      | 18 | 13 | 5 | 0  | 66 | 21 | +45 | 31 |
| 2  | IS Halmia (N)     | 18 | 11 | 5 | 2  | 44 | 16 | +28 | 27 |
| 3  | IFK Malmö         | 18 | 10 | 2 | 6  | 43 | 39 | +4  | 22 |
| 4  | IFK Hälsingborg   | 18 | 9  | 1 | 8  | 49 | 36 | +13 | 19 |
| 5  | Ängelholms IF (U) | 18 | 6  | 7 | 5  | 33 | 32 | +1  | 19 |
| 6  | Höganäs BK        | 18 | 6  | 5 | 7  | 41 | 32 | +9  | 17 |
| 7  | Malmö BI          | 18 | 6  | 5 | 7  | 29 | 31 | −2  | 17 |
| 8  | IFK Värnamo (U)   | 18 | 6  | 3 | 9  | 29 | 40 | −11 | 15 |
| 9  | Stattena IF       | 18 | 5  | 3 | 10 | 19 | 44 | −25 | 13 |
| 10 | Lunds BK          | 18 | 0  | 0 | 18 | 18 | 80 | −62 | 0  |

Malmö FF gick vidare till kvalspel till Allsvenskan och Stattena IF och Lunds BK flyttades ner till division III. De ersattes av Hälsingborgs IF från Allsvenskan och från division III kom IFK Kristianstad och Lessebo GoIF.

## Kvalspel

### Kval till Allsvenskan
| Lag 1    | Totalt        | Lag 2          | Möte 1 | Möte 2 |
| IK Brage | 2–4           | IFK Norrköping | 2–3    | 0–1    |
| Malmö FF | 4–3 (PO: 0–2) | Gårda BK       | 3–1    | 1–2    |

Den tredje matchen mellan Malmö FF och Gårda BK spelades eftersom bortamålsregeln inte användes. Matchen spelades på neutral plan i Stockholm. IFK Norrköping och Gårda BK till Allsvenskan medan IK Brage och Malmö FF kvar i Division II.